# Алексеево-Лозовское сельское поселение
Алексеево-Лозовское сельское поселение — муниципальное образование в Чертковском районе Ростовской области.
Административный центр поселения — село Алексеево-Лозовское.

## Административное устройство
В состав Алексеево-Лозовского сельского поселения входят:
- село Алексеево-Лозовское;
- хутор Арбузовка;
- село Греково-Степановка(605чел.);
- хутор Малая Лозовка;
- хутор Могилянский;
- хутор Ходаковский;
- хутор Чумаковский;
- хутор Ясиноватый;
- хутор Ястребиновский.

## Население
| 2010  | 2012  | 2013  | 2014  | 2015  | 2016  | 2017  |
| ----- | ----- | ----- | ----- | ----- | ----- | ----- |
| 3973  | ↘3872 | ↘3811 | ↘3757 | ↘3746 | ↘3703 | ↘3649 |
| 2018  | 2019  | 2020  | 2021  |       |       |       |
| ↘3593 | ↘3560 | ↘3515 | ↗3549 |       |       |       |